# Willem Wenemaer
Willem Wenemaer (overleden 1325) was een Gents ridder, schepen en hoofdman. Hij was gehuwd met Margaretha 's Brunen.
 

Willem Wenemaer was een Gents poorter en hij was van 1312 tot 1322 viermaal schepen, hetzij van de Keure, hetzij van de Gedele. Hij was een rijke lakenhandelaar en lid van een aanzienlijke patriciërsfamilie uit Gent. In die stad, waar het patriciaat in de eerste decennia van de 14de eeuw machtig bleef, speelde Wenemaer een belangrijke rol. Spanningen tussen Vlaanderen en Frankrijk, tussen het patriciaat en het volk, beheersten toen het politieke klimaat te Gent. Wenemaer was in diverse hoedanigheden en omstandigheden herhaaldelijk actief betrokken bij besprekingen en beslissingen. In 1314 had hij de functie van halleheer (toezichthouder in de lakenhal) en van 1321 tot 1323 was hij een van de vijf (stads-)hoofdmannen die de graaf van Vlaanderen in Gent had aangesteld en aan wie een vrij uitgebreide macht was verleend. In die functie trad hij op als een van de onderhandelaren met andere Vlaamse steden en (samen met onder anderen Jacob van Artevelde) met de jonge Lodewijk I van Nevers toen deze door zijn vader in de gevangenis van Rupelmonde was opgesloten.

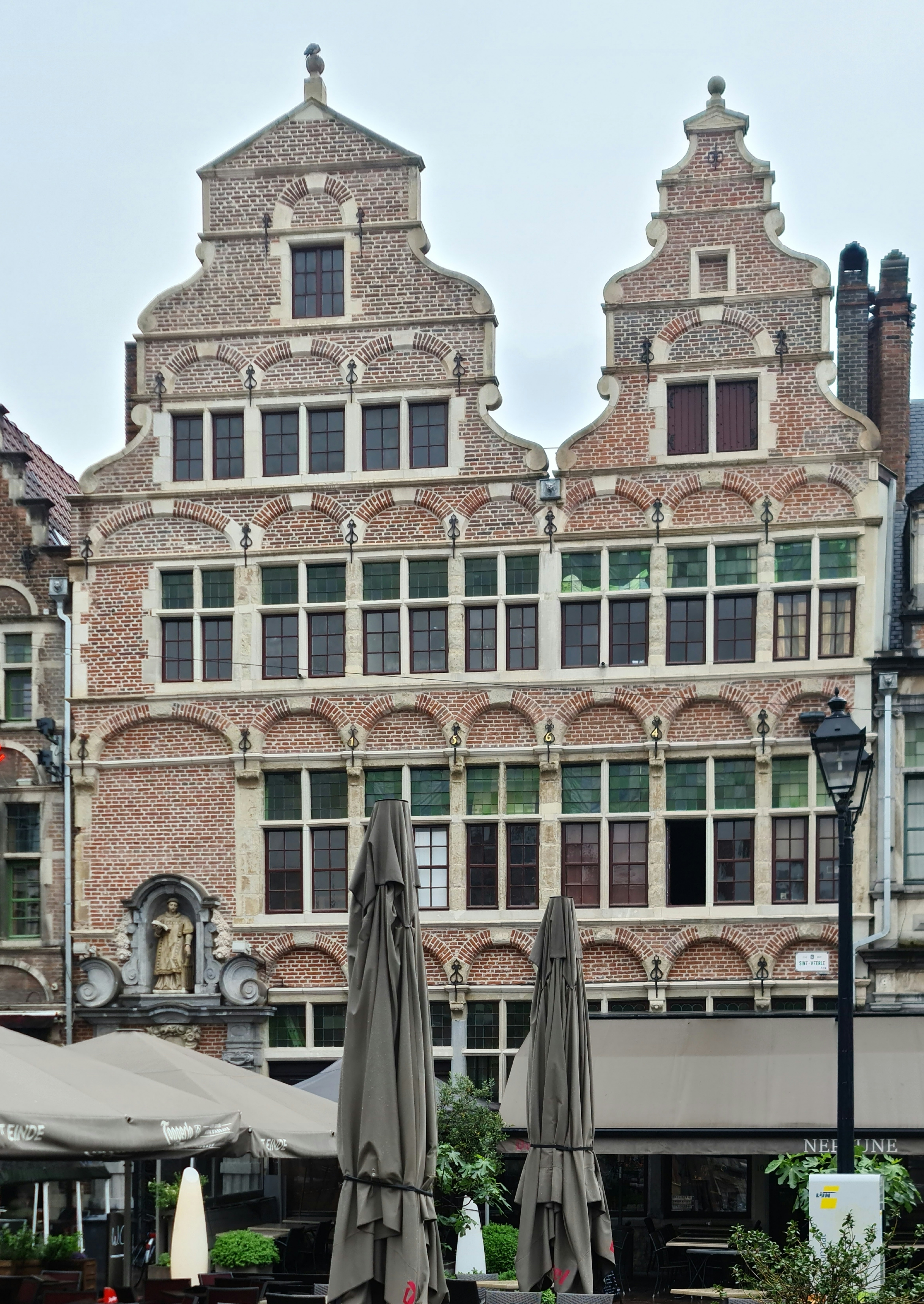
Gevels voormalige Wenemaershospitaal met in de gevel het beeld van Sint-Laurens. Gent, Sint-Veerleplein

Rond 1318 kocht hij het stenen huis Het Paradijs op het Sint-Veerleplein van de erfgenamen van Volker Masch. Samen met zijn echtgenote Margaretha 's Brunen richtte hij er in 1323 het Sint-Laurentiushospitaal op, ook wel Wenemaershospitaal of Wenemaersgodshuis genoemd. De Willem Wenemaerstraat in Gent is naar hem vernoemd. De stichting hiervan werd op 5 augustus van dat jaar door graaf Lodewijk II van Nevers schriftelijk bekrachtigd, daarbij noemde deze hem "een goede vriend en dapper man" ("bon ami et preudhomme").

Toen van kust-Vlaanderen en Brugge uit de opstand, die tegen Lodewijk II van Nevers was gericht, zich uitbreidde, schaarde Gent zich aan de zijde van de graaf. In de zomer van 1325 hadden de opstandige Bruggelingen Robrecht van Kassel, de oom van de graaf, tot ruwaard van Vlaanderen gekozen en had deze Deinze bezet in wat  een burgeroorlog was geworden met aan de ene zijde de graaf en vooral Gent, aan de andere zijde diens oom en Brugge. Aan het hoofd van de Gentse milities rukte Wenemaer naar Deinze op. Toen hij op 15 juli 1325 de opstandelingen daar aan de Rekelingsbrug de overtocht van de Leie wilde beletten, kwam het tot een heftige strijd. Wenemaer, die een reus van een man was, van wie de kracht en dapperheid legendarisch waren, werd daardoor wellicht het mikpunt van de aanvallen. Met een vijfentwintigtal van zijn mannen sneuvelde hij in de strijd. Hij bezweek, het wapen in de hand, zoals hij op zijn graf staat afgebeeld. Op zijn faam als krijger zinspeelt nog het opschrift dat op zijn zwaard te lezen staat: "horrebant dudum reprobi me cernere nudum", hetgeen, vrij vertaald, betekent: "de slechten beefden vroeger van ontzetting, als zij mij [het zwaard] uit de schede zagen".

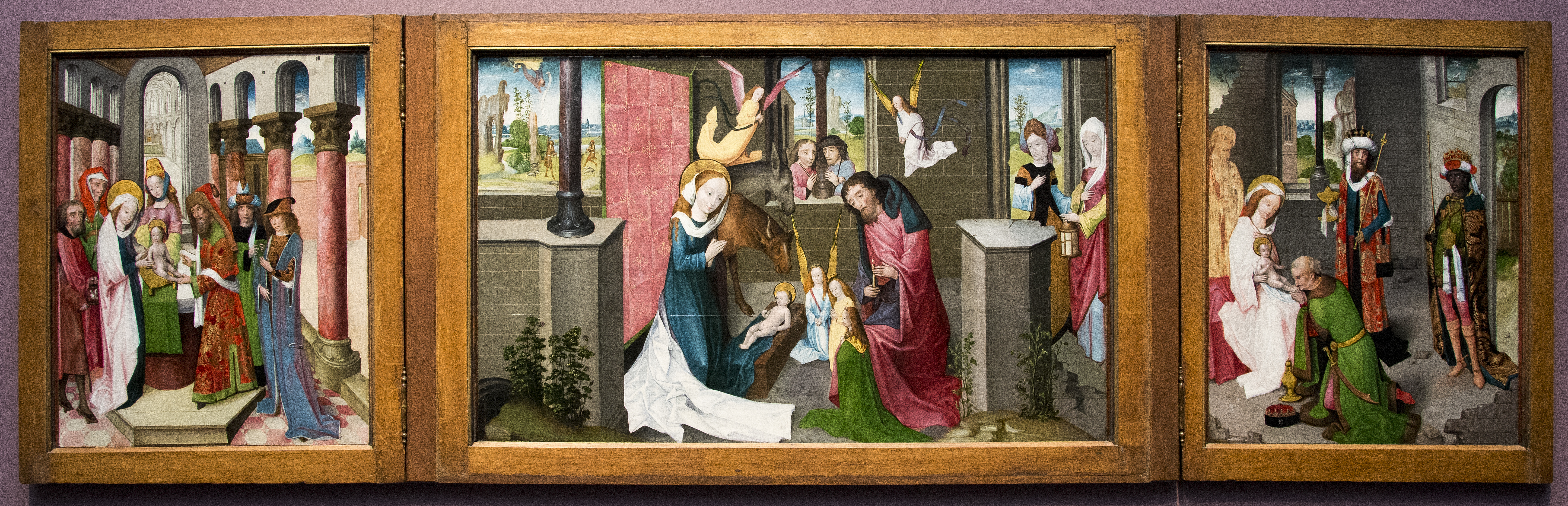
Taferelen uit het leven van Christus. Meester van de Wenemaertriptiek (Gent ca. 1480). Museum voor Schone Kunsten (Gent)

Hij werd begraven in de kapel van het Wenemaersgodshuis. Zijn vrouw bestuurde vervolgens het "spittael", dat volledig door schenkingen werd in stand gehouden. In 1330 trad ze in het klooster en wat later schonk ze al haar bezittingen aan het hospitaal. Ze bepaalde dat er minstens dertig armen en zieken zouden verblijven; elk van hen zou elke dag voorzien worden van een tarwebrood van 4 marc (bijna 1 kg.) en een kwartmaat goed bier, evenals elke week een pond boter, een pond kaas en driemaal vlees of vis.
Margaretha overleed op 7 september 1352 en werd naast haar echtgenoot in de kapel begraven. Bij de Beeldenstorm werden de graven verwoest, maar de bronzen platen waarmee de grafstenen waren ingelegd had men kunnen redden, deze zijn nu in het bezit van het STAM.
In het hospitaal hing de ernaar genoemde Wenemaertriptiek. Naar de onbekende schilder van dit drieluik, die een navolger van Hugo van der Goes was en rond 1480 in Gent werkte, wordt verwezen als de Meester van de Wenemaertriptiek.